# Emich de Linange
Emich de Linange († 20 avril 1328), dont le nom apparaît dans certaines sources sous l'entrée Emicho, est issu de la lignée comtale de Linange, qui a donné plusieurs évêques de Spire : lui-même était le fils de Frédéric IV de Linange, bailli royal du Speyergau. Il fut évêque de Spire de 1314 à 1328.
Emich a été visiblement consacré évêque par l'archevêque de Mayence pour contrer l'influence des Habsbourg en Rhénanie. Ses altercations avec le chapitre, d'obédience gibeline, finirent par l'obliger de n'entrer dans la cathédrale qu'accompagné d'une garde personnelle.
Emich accompagna l'empereur Louis IV dans sa campagne d'Italie et lui conféra l'onction comme roi de Lombardie avec l'évêque d'Eichstätt Gebhard von Graisbach. N'ayant pas diffusé les décrets du pape Jean XXII comme gibelin, il finit par être excommunié en 1327.
Les armoiries comtales sont ordinairement écartelées, mais celles de ce prélat se distinguent de celles de sa famille et de celles des évêques de Spire en ceci qu'elles portent de croix d'argent sur champ d'azur ; celles de comtes de Linange portent d'azur à trois aigles d'argent, membrées et becquées d'or.